# Radio comunitaria en México
La radio comunitaria en México es un instrumento que ha servido para evidenciar necesidades, problemas y expectativas de muchas de sus comunidades, principalmente las zonas marginadas (rurales, discriminadas o empobrecidas).
Estas estaciones de transmisión de radio se crearon con el fin de que los ciudadanos pudieran poseer un espacio en dónde ejercer su libertad de expresión, sentirse involucrados, reconocidos e identificados en las problemáticas de su comunidad o núcleo poblacional, la organización de la misma y el ejercicio de otros derechos.
Dichas estaciones no tienen ánimo de lucro (lo que las diferencia de las radios piratas), aunque algunas se valen de patrocinios de pequeños comercios para su mantenimiento. Varias estaciones de radio comunitarias, además de hacer transmisión radial vía antena, también lo hacen vía Internet. Junto al resto de medios comunitarios, forman parte del llamado Tercer Sector de la Comunicación (siendo el Primer Sector los medios públicos, y el Segundo los medios privados comerciales).
Un ejemplo claro es Radio Teocelo en Veracruz con su programa “Cabildo Abierto” donde autoridades rinden cuentas (de su administración) a la población.

### Antecedentes
Aunque tardó en desarrollarse en México, el primer antecedente es el modelo de escuelas radiofónicas donde se utilizaba la radio para alfabetizar zonas rurales, pero estas tuvieron una vida corta, únicamente Radio Huayacocotla y Radio Teocelo en el estado de Veracruz han podido transmitir por 40 años seguidos. Radio Huayacocotla o Radio Huaya, fue la primera radio comunitaria en el país, iniciando operaciones el 15 de agosto de 1965, seguida de Radio Teocelo el mismo año.
Radio Huaya, nombre común con el que se conoce, tuvo sus inicios como escuela radiofónica. El permiso en onda corta se obtuvo bajo el nombre de la Universidad Iberoamericana. Su trabajo es importante para la historia de la radio alternativa y comunitaria al servicio de la población campesina. Con cercanía a la iglesia de corte progresista empezó en 1985 bajo la administración de Servicios Radiofónicos de México A.C, en 1974 el Fomento Cultural y Educativo se hace cargo de la emisión y pasa de escuela radiofónica a uno de promoción social.
La AMARC (Asociación Mundial de Radios Comunitarias) nació en México en 1992 al realizarse la V Asamblea Mundial en Oaxtepec, Morelos, en el marco “los 500 años de resistencia indígena, negra y popular” a la que acudieron emisoras comunitarias de los 5 continentes. La asamblea fue organizada por la Subdirección de Radio de lo que era el Instituto Nacional Indigenista. La AMARC México sería representada en la persona de Eduardo Venezuela y posteriormente en Susana Albarrán, productora independiente ligada a Radio Universidad de la UNAM.
Entre 1979 y 2000 se instalaron en México 21 radiodifusoras en algunas de las zonas más marginadas del país. Las radios transmiten, como hasta ahora, en la lengua mayoritaria del área que es indígena y constituía la herramienta de difusión del Instituto Nacional Indigenista (INI) que poseen programación no comercial. En la administración de Vicente Fox desapareció el INI por la actual CDI (la Comisión Nacional para el Desarrollo de los Pueblos Indígenas).Existe el debate sobre si las radios de la CDI son indígenas, comunitarias y su relación con el activismo indígena.
Otro antecedente se encuentra dentro de la huelga de la Universidad Nacional Autónoma de México en 1999, con apoyo del Consejo General de Huelga y equipo de fabricación de los estudiantes, surgió la radio K-huelga (todavía en funcionamiento)  emisora en la banda del FM. Medio donde se informaba el día a día de la huelga de los estudiantes sirvió de plataforma de lanzamiento para personas que luego estarían involucradas en una variedad de estaciones de radio comunitarias, incluyendo XHCD-FM en Hermosillo y XHECA-FM. Amecameca, Estado de México. 
Algunas estaciones de radio comunitarias fueron establecidas para servir áreas remotas, como XHHCC-FM; otros difunden en lenguas indígenas, como es el caso de XHBAK-FM. El desarrollo de la radio comunitaria en México ha sido limitado debido al hostigamiento de las autoridades, la represión de las estaciones de radio piratas y la burocracia en la obtención de un permiso.
En el 2000 con la transición presidencial de Vicente Fox y la expectativa de una nueva ley de radio y televisión, muchos grupos en zonas indígenas, rurales y urbanas decidieron abrir su propio medio de comunicación; con base en ello, en agosto de 2002 se determinó realizar el primer Festival de los Medios Comunitarios y Ciudadanos, donde se expusieron las tendencias entre grupos para quienes pugnaban por el reconocimiento legal de las radios, que se autonombrarían “radios libres.”
La rama mexicana de la Asociación Mundial de Radios Comunitarias, AMARC México, no logró obtener permisos para las radios comunitarias hasta 2005; hasta entonces, Radio Teocelo era la única radio comunitaria permitida en México.

### Presente
Actualmente la Comisión Nacional para el Desarrollo de los Pueblos Indígenas impulsa desde hace aproximadamente 3 décadas, un proyecto titulado Ecos Indígenas. La Voz de la Diversidad. 
Está compuesto por el trabajo de 21 emisoras que integran el Sistema de Radiodifusoras Culturales Indigenistas que son radios de carácter comunitario. Estas emisoras transmiten en Amplitud Modulada (AM) y Frecuencia Modulada (FM); ubicadas en las principales regiones indígenas de México; transmiten en las lenguas mayoritarias de su área de cobertura y, además, recoge las expresiones culturales, musicales y artísticas de los pueblos indígenas de la región. En la página se encuentran los enlaces a las radios afiliadas al proyecto que se extienden por toda la república mexicana con el fin de dar a conocer la realidad de los indígenas de nuestro país —además de sus manifestaciones culturales— su programación incluye información en español sobre los más de 68 pueblos indígenas de México. El proyecto cuenta con lenguas como: maya, náhuatl, purépecha, pames, tenek, mayo, yaqui, guarijio, mazateco, cuicateco, chinantecas, zapotecas, mixe, mixteco y triqui y muchas más. El número de lenguas y las variantes regionales integra más de 36 lenguas indígenas vivas distintas.

Animated diagram representing the difference between radio waves modulated by amplitude and by frequency.

El Ejecutivo presentó una propuesta de ley en 2013 (Ley Telecom) donde se pretendía el reconocimiento de las radios comunitarias bajo la categoría de “medios sociales”. Sin embargo, las leyes secundarias les limita un 10 % de la banda de Frecuencia Modulada (FM), y en AM se otorgan concesiones en el segmento de la banda del espectro que va de los 1605 a los 1705 kHz, aparte de una serie de requisitos que no todos los interesados pueden cumplir, los cuales son:
- Probar sustento financiero a través de cuentas bancarias. Pero las radios comunitarias se localizan mayormente en comunidades alejadas donde no hay sucursales bancarias ni recursos para abrir una cuenta bancaria.
- Un estudio técnico hecho por un organismo acreditado por el Instituto Federal de Telecomunicaciones (IFT), que puede tener un costo de hasta cien mil pesos.
- Estar legalmente constituido como asociación civil.

El IFT resolverá de acuerdo a los requisitos de ley. No determina un tiempo específico para que el instituto resuelva a las radios comunitarias y les prohíben obtener financiamiento privado, salvo donaciones en dinero o en especie de la comunidad.